# Iván Piris
Iván Rodrigo Piris (Itauguá, 1989. március 10. –) paraguayi labdarúgó, a Club Libertad hátvédje.